# Saint-Laurent-de-Terregatte
Saint-Laurent-de-Terregatte ist eine Gemeinde im französischen Département Manche in der Normandie. Sie gehört zum Kanton Saint-Hilaire-du-Harcouët, zum Arrondissement Avranches und zum Gemeindeverband Communauté d’agglomération Mont-Saint-Michel-Normandie. 

## Geographie
Das Gemeindegebiet wird im Nordosten von der Sélune begrenzt, die an der Barrage de Vezins aufgestaut wird und den Stausee Le Grand Lac bildet. In diesen mündet im Südosten des Gemeindegebietes das Flüsschen Lair.
Nachbargemeinden sind Ducey-Les Chéris im Nordwesten, Isigny-le-Buat im Nordosten, Saint-Hilaire-du-Harcouët im Osten, Hamelin im Südosten, Saint-Georges-de-Reintembault im Süden und Saint-Aubin-de-Terregatte im Westen.

## Bevölkerungsentwicklung
| Jahr      | 1962 | 1968 | 1975 | 1982 | 1990 | 1999 | 2008 | 2018 |
| --------- | ---- | ---- | ---- | ---- | ---- | ---- | ---- | ---- |
| Einwohner | 735  | 664  | 551  | 538  | 547  | 572  | 562  | 647  |

## Sehenswürdigkeiten

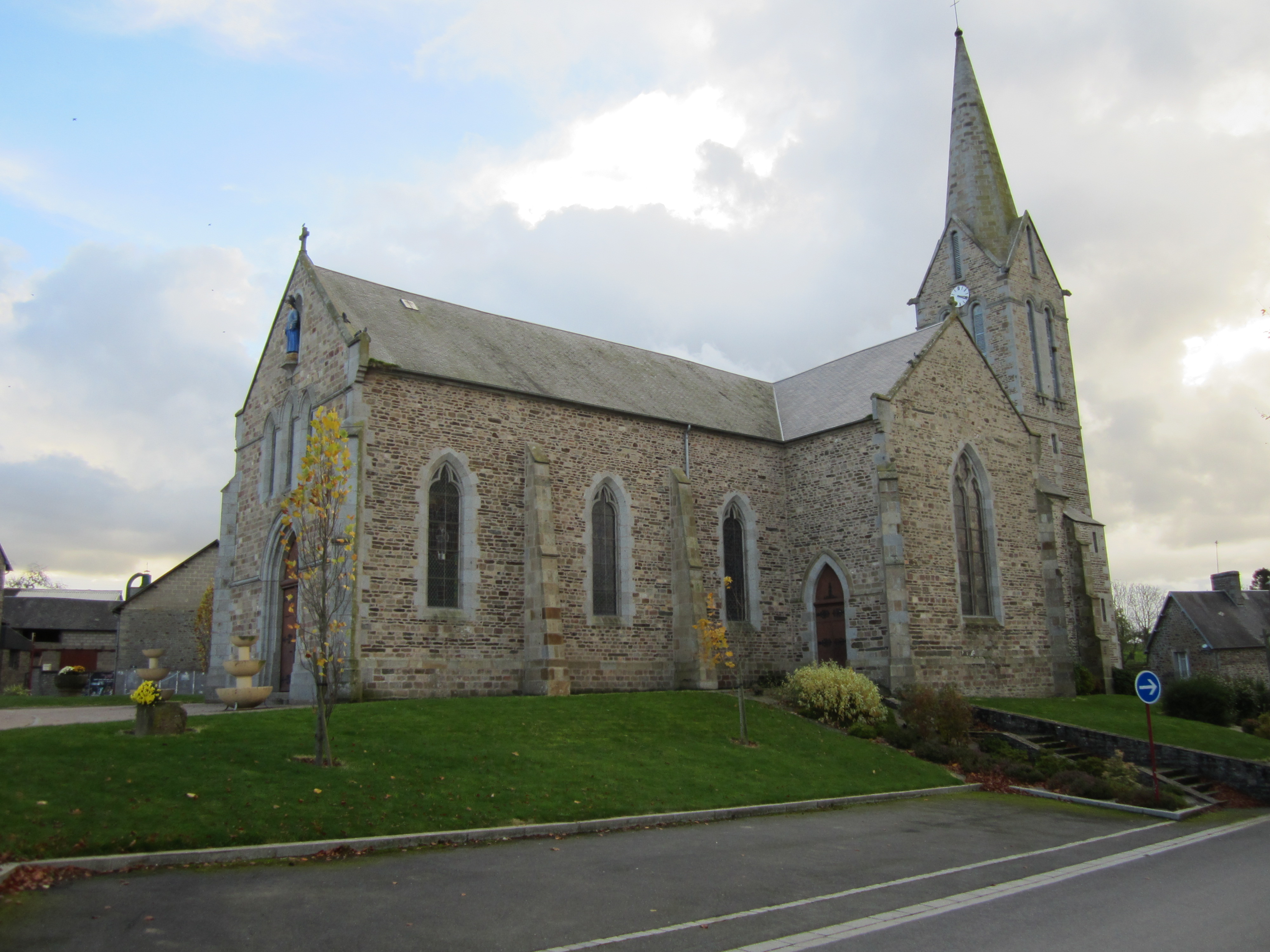
Kirche Saint-Laurent

- Flurkreuz
- Kirche Saint-Laurent